# Kirys żółtopasy
Kirys żółtopasy (Orinocodoras eigenmanni) – gatunek słodkowodnej ryby sumokształtnej z rodziny kirysowatych (Doradidae), jedyny przedstawiciel rodzaju Orinocodoras. Jest jednym z większych kirysów spotykanych w handlu dla potrzeb akwarystyki.

## Występowanie
Ameryka Południowa – dorzecze Orinoko, gatunek endemiczny Wenezueli.

## Wygląd i zachowanie
Ciało ciemno ubarwione z podłużnymi jasnożółtymi pasami biegnącymi wzdłuż grzbietu i środkiem każdego z boków. Spód  ciała, krawędzie płetw oraz wąsiki na żuchwie również jasnożółte. W warunkach naturalnych dorasta do 20 cm długości standardowej, w akwariach do 14 cm.
Jest aktywny w nocy. Żeruje przy dnie. Podczas wyławiania wydaje mrukliwe dźwięki powodowane ruchem kości pasa barkowego.
| Zalecane warunki w akwarium | Zalecane warunki w akwarium               |
| --------------------------- | ----------------------------------------- |
| Zbiornik                    |                                           |
| Temperatura wody            | 23–28 °C                                  |
| Twardość wody               | miękka do twardej, do 18°n                |
| Skala pH                    | 5,8–7,5                                   |
| Pokarm                      | żywy, mrożony i suchy, podawany wieczorem |
| Uwagi                       | woda powinna być filtrowana przez torf    |